# Capmatinib
Le capmatinib est un médicament de type inhibiteur de tyrosine kinase utilisé dans le traitement de certains cancers. Il est vendu sous la marque Tabrecta.

## Mode d'action
Il s'agit d'un inhibiteur de la tyrosine kinase.

## Usage médical
C'est un médicament utilisé pour traiter le cancer du poumon non à petites cellules. Plus précisément, il est utilisé pour les maladies métastatiques avec saut de l'exon 14. On le retrouve chez 3 à 4 % des personnes atteintes d’un cancer du poumon. Il est pris par voie orale.

## Effets secondaires
Les effets secondaires courants comprennent un gonflement périphérique, des nausées, de la fatigue, un essoufflement et une diminution de l'appétit; d'autres effets secondaires peuvent inclure une pneumopathie, des problèmes de foie et des coups de soleil. L'utilisation pendant la grossesse peut nuire au fœtus.

## Histoire
Le capmatinib a été approuvé pour un usage médical aux États-Unis en 2020. Il n'est pas approuvé en Europe ou au Royaume-Uni en 2021. Aux États-Unis, 4 semaines coûtent environ 19 800 dollars américain à partir de 2021.